# توني كوكس
توني كوكس (بالإنجليزية: Tony Cox)‏ (و. 1958 – م) هو ممثل، وممثل تلفزيوني، من الولايات المتحدة الأمريكية، ولد في يونيونتاون، ألاباما.

## وصلات خارجية
- توني كوكس على موقع IMDb (الإنجليزية)
- توني كوكس على موقع ألو سيني (الفرنسية)
- توني كوكس على موقع ميوزك برينز (الإنجليزية)
- توني كوكس على موقع أول موفي (الإنجليزية)
- توني كوكس على موقع بوكس أوفيس موجو (الإنجليزية)
- توني كوكس على موقع قاعدة بيانات الأفلام السويدية (السويدية)
- توني كوكس على موقع إن إن دي بي (الإنجليزية)
- توني كوكس على موقع قاعدة بيانات الفيلم (الإنجليزية)
- توني كوكس على موقع كينوبويسك (الروسية)